# Кокарджа (област Варна)
Кокарджа е селищно образувание във Варна, в район Приморски. На север граничи със землището на село Каменар, на юг – с жк Изгрев и булевард Христо Смирненски, на изток – с Франга дере, на запад – с улица Прилеп.

### Инфраструктура и устройство
Самото селищно образувание е разделено на две части – Малка и Голяма Кокарджа, които не са свързани пряко помежду си. По западната граница на местността са разположени ред предприятия:
- мебелна фабрика Мела
- автостъкла Триплекс
- склад за сладкарски продукти Проше
- гараж на Омега такси

и т.н.
Жилищната част на местността е отделена от пътя за Каменар и е изключително тиха и спокойна. С решение на общински съвет улиците са наименувани на декоративни храсти и цветя – Лале, Жасмин, Гладиола.
В Малка Кокарджа се изгражда канализация по протежението на улица Лале. В района липсва изградено улично осветление.
С града има транспортни връзки посредством автобуси 23, 24 и 25.